# Cariboptila guajira
Cariboptila guajira är en nattsländeart som beskrevs av Lazar Botosaneanu 1977. Cariboptila guajira ingår i släktet Cariboptila och familjen stenhusnattsländor. Inga underarter finns listade i Catalogue of Life.